# Municipalité de Mexicali
Mexicali est une municipalité mexicaine de l'État de Basse-Californie dont le siège est la ville de Mexicali.

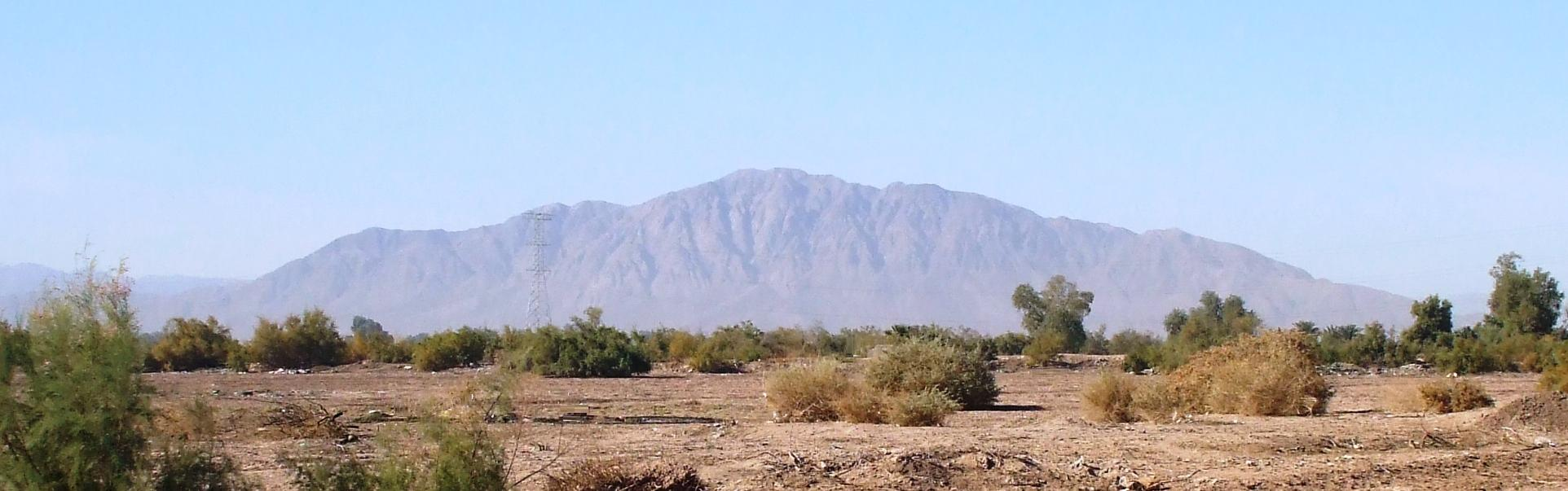

## Géographie

### Situation
La municipalité de Mexicali s'étend sur 13 935,61 km2 au nord-est de l'État de Basse-Californie. Elle est bordée par le golfe de Californie au sud-est et est frontalière des États américains de Californie au nord et de l'Arizona au nord-est et limitrophe de l'État de Sonora à l'est. Elle la municipalité la plus septentrionale du Mexique et de toute l'Amérique latine.
La municipalité comprend en outre les îles Ángel de la Guarda, Encantada, Gore, Montague, Partida, Pond, Rasa, Salsipuedes, San Lorenzo et San Luis, toutes situées dans le golfe de Californie, à plusieurs centaines de kilomètres au sud de son territoire continental.

## Démographie
En 2020, la population s'élève à 1 049 792 habitants.

## Politique et administration
La municipalité est dirigée par un maire (« président municipal ») et un conseil élus pour trois ans. 
| Période                                  | Période           | Identité                      | Étiquette | Qualité |
| ---------------------------------------- | ----------------- | ----------------------------- | --------- | ------- |
| Les données manquantes sont à compléter. |                   |                               |           |         |
| 1er octobre 2019                         | 6 mars 2021       | Marina del Pilar Ávila Olmeda | MORENA    |         |
| 6 mars 2021                              | 30 septembre 2021 | Guadalupe Mora Quiñónez       | MORENA    |         |
| 1er octobre 2021                         | en cours          | Norma Bustamante Martínez     | MORENA    |         |